# Göteborgs nation i Lund
Göteborgs nation i Lund är en av 13 studentnationer vid Lunds universitet.

## Historia
Nationerna i Lund bildades 1668 i samband med att ”det karolinska universitetet” grundades. Förebilderna för nationerna i Lund fanns i Uppsala och i Tyskland. Göteborgs nation bildades 1682. Vid sekelskiftet 1700 fanns följande nationer i Lund: Skånska nationen, Östgöta, Västgöta, Smålands, Blekingska, Göteborgs, Kalmar och Värmlands nation. 1890 delades Skånska nationen i fem nationer och 1928 bildades Hallands nation genom en utbrytning ur Göteborgs nation och därmed var alla nationer grundade, som lever kvar idag i Lund.
Under 1700-talet hade Göteborgs nation i snitt cirka 25 medlemmar, under 1800-talet cirka 40 medlemmar och 1901 hade nationen 88 medlemmar.
År 1830 bildades Akademiska Föreningen (AF) genom att
nationerna gick samman och därigenom fick studentlivet i Lund fastare former samt ordentliga lokaler genom uppförandet av ett föreningshus 1850-1951, AF-Borgen.
1952 byggde Göteborgs nation sitt första hus, Kållehus, där 47 studenter kunde flytta in. Byggnationen genomdrevs med hjälp av nationens dåvarande inspektor, professor Åke Petzäll och hans hustru Astrid, född Ekman. 1959 invigdes ett nytt bostadskomplex, Bohus, bestående av 13 enplans bostadshus och ett gemensamhetshus. Här fanns det plats för 18 studentfamiljer i dubbletter och 70 studenter i enkelrum. 1980 beslöt sig nationen för att sälja Bohus och idag återstår Kållehus på Östra Vallgatan 47 som nationshus med expeditionen och Kajutan, där en rad olika verksamheter bedrivs. 
1964 höll nationen sin första Gustav II Adolfsbal, vilken idag har växt till att vara den andra största årligen återkommande frackfesten i Norden efter Nobelfesten samt norra Europas största studentbal. GA-balen hålls varje år i AF-Borgens stora sal i anslutning till Gustav Adolfsdagen i november. Detta för att hylla kungen som grundade Göteborg 1621.

## Vännationer
Göteborgs nation vid Uppsala Universitet, Uppsala
Nyländska nationen vid Åbo Akademi, Åbo

## Hedersledamöter (urval)[4]
- Carl Block
- Olof Sundin
- Carl-Gustaf Andrén (1974)
- Pehr G. Gyllenhammar (1975)
- Bengt E. Y. Svensson (1978)
- Gunnar Bramstång (1981)
- Lars Hjörne (1981)
- Louise Vinge (1981)
- Tomas von Brömssen (1984)
- Sten-Åke Cederhök (1984)
- Sören Mannheimer (1986)
- Viveca Lärn (1995)
- Sture Allén (2004)
- Jan Eliasson (2005)
- Gert Wingårdh (2006)
- Sissela Kyle (2008)
- Lars Eckerdal
- Håkan Westling
- Wilhelm Tham (2018)
- Per Andersson (2023)

## Inspektorer
Nationens nuvarande inspektor är docent Andreas Inghammar. År 2001 tillträdde nationens första proinspektor Sigvard Bardosson. Sedan 2015 innehas posten av Monica Larsdotter.